# Umetnička kuća Taheles
Umetnička kuća Taheles je umetnički centar i mesto kulturnih dešavanja u Berlinu. 
Taheles je prostrana građevina od 9000 m² u Oranienburger ulici, u berlinkoj četvrti Mite u Istočnom Berlinu, koju je skvotirala skupina međunarodnih umetnika, izvođača i muzičara, posle pada Berlinskog zida, u proleće 1990. 
Spoljašnjost zgrade je oštećena u Drugom svetskom ratu i mnoga oštećenja još uvek stoje. Na spoljašnjem zidu se nalazi ogromni oslikani mural u grafiti stilu, a unutra skulpture moderne umetnosti. U početku je Taheles služio za smeštaj i radni prostor umetnika koji su u njemu živeli, a kasnije postaje umetnički centar sa kafićem, bioskopom, radionicama i prostorom za pozorišne predstave i izvedbe. Jedno vreme ga je vodio poznati kurator Johen Sandig. 
- Umetnička kuća Taheles - Kunsthaus Tacheles

## Zanimljivosti
- Taheles je bio inspiracija za scenu u nemačkom filmu "Good Bye Lenin".

## Spoljašnje veze
- Zvanični Taheles sajt Архивирано на веб-сајту  (18. јун 2003)
- Taheles